# 실차난타
실차난타(實叉難陀, 652~710)는 당나라 때의 승려로 '신역화엄경', '대승입능가경' 등을 한역하였다. 화엄경의 한문번역본은 대표적으로 두 개가 있는데 불타발타라가 번역한 60권본과 실차난타가 번역한 80권본이 그것이다.